# Ancistrocheirus lesueurii
Famille
Genre
Espèce
Ancistrocheirus lesueurii est une espèce de calmar, la seule du genre Ancistrocheirus, de la famille Ancistrocheiridae.